# Kandersteg International Scout Centre

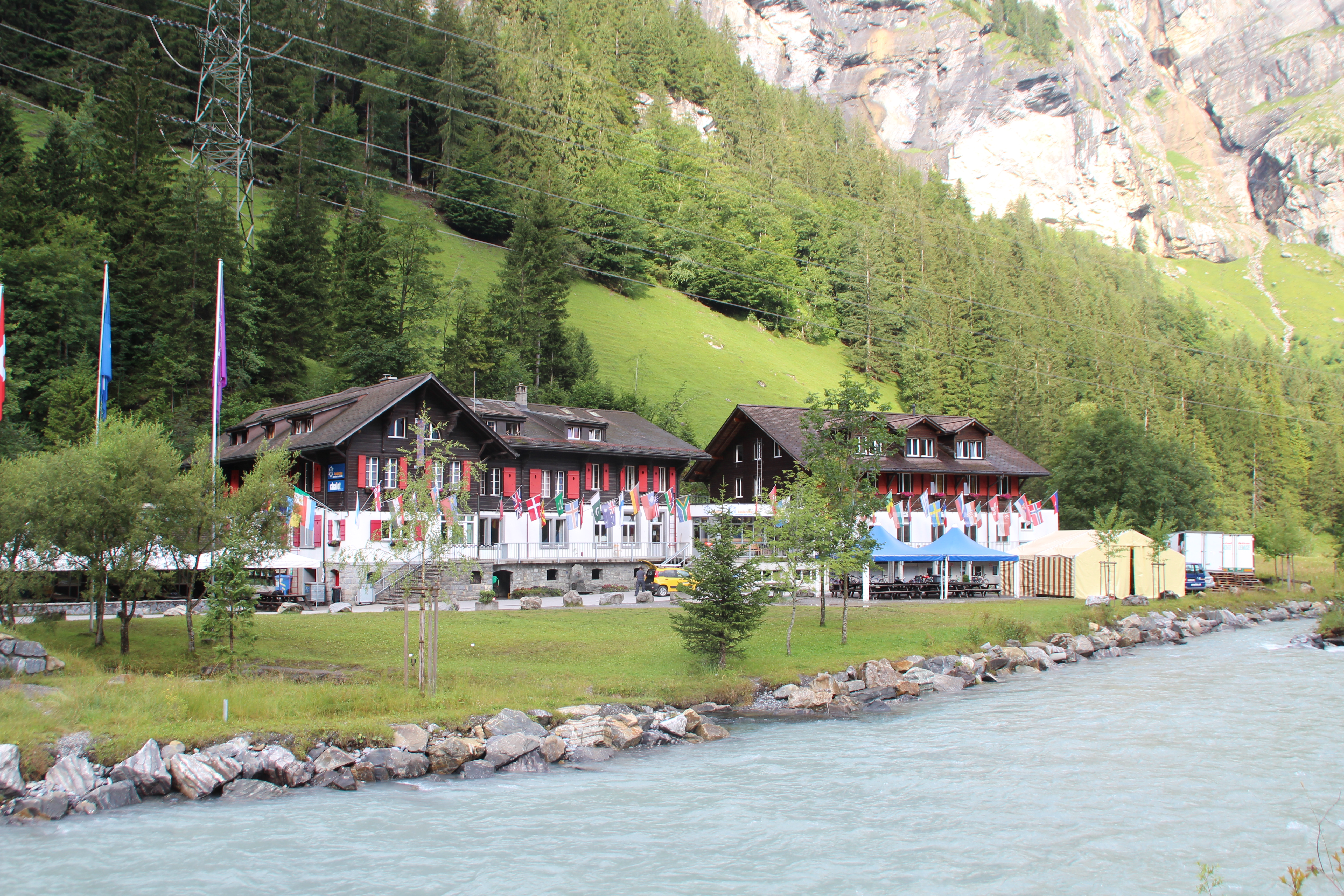
Kandersteg International Scout Centre

Het Kandersteg International Scout Centre (KISC), gelegen in het Zwitserse plaatsje Kandersteg, is opgericht in 1923 door de WOSM (World Organisation of Scout Movement). Het is een kampeercentrum waar ongeveer 10000 scouts van over de hele wereld jaarlijks kamperen of in een van de gebouwen overnachten. Het eerste gebouw, het oude chalet, is een gebouw waar de arbeiders aan de Lötschbergtunnel konden overnachten.

## Geschiedenis
De in 1907 door Robert Baden-Powell opgerichte scoutingbeweging groeide de eerste 13 jaren gestaag. In 1920 werd de eerste Wereldjamboree in Londen gehouden. Baden Powell zag dat dit een goed idee was, en bedacht dat er een plek moest komen waar scouts van over de hele wereld elkaar permanent konden ontmoeten.
De Zwitserse scoutingleider Walther von Bonstetten was in 1921 op vakantie in Kandersteg. Hij zag hier het chalet waar de bouwers aan de Lötschbergtunnel konden overnachten al jarenlang leegstond. Hij voelde dat dit de goede plek was voor het scoutingcentrum dat Baden Powell bedacht had, en bracht hem op de hoogte. Twee jaar later, in 1923, werd het chalet en het land eromheen gekocht voor 15.100 Zwitserse Franken.